# Batalla del Mont Vesubi (73 aC)
La batalla del Vesubi (73 a. C.) va ser un enfrontament entre les tropes del gladiador traci Espàrtac i les del pretor romà Clodi Glabre en el marc de la tercera guerra servil, en els últims anys de la República Romana.

## Antecedents
Espartàc i els seus seguidors havien derrotat la desganada milícia de Càpua gràcies a la seva perícia en el combat i a la seva millor arma: la moral. Després de fer apilament d'armes i bagatges, van acampar en el cràter de la muntanya Vesuvi.
L'embut del volcà i els seus abruptes vessants plens de vinyes oferien una bona protecció a Espartàc i a les seves tropes en el cas d'haver de defensar-se d'una força que elsataqués. Una posició elevada -en aquest cas una plaça forta natural- és sempre la millor opció defensiva.
El Senat de Roma, cada vegada més inquiet, va enviar primer al pretor Claudi Glabre, al comandament de cinc cohorts, és a dir, uns 3.000 homes. No eren tropes de primera classe, sinó auxiliars, amb la missió, aparentment policial, de netejar la regió d'aquest grapat de bandits.

## Primeres accions
Quan Glabre s'adona del perillós que resultaria un atac frontal escalant els vessants del volcà, es decanta per assetjar a l'enemic, per provocar la seva rendició per gana i, sobretot, per set. A aquest efecte, guarneix els vessants de la muntanya i disposa el gruix de les seves forces en l'únic camí practicable, molt estret i difícil.
Era la millor opció estratègica, però no va fer vigilar una muralla inaccessible, que queia a bec sobre els boscos, de cara al mar. Pesi a comptar amb una superioritat numèrica de quaranta a un, anava a ser la seva perdició.
Les opcions per als esclaus eren tan clares com ineludibles: o morien per escassetat d'aliments i aigua o fugien per l'única via disponible. Amb tals proporcions de desigualtat numèrica, un enfrontament en camp obert hagués estat una bogeria i, encara que aquesta superioritat quedava anul·lada en l'estret camí d'accés al cim, suposava enfrontar-se en combat amb tropes entrenades en l'art castrense i que igualment disposaven de reforços inesgotables, quan els esclaus, àdhuc sent gladiadors alguns d'ells, desconeixien la tàctica i el desplegament de tropes regulars.
Espàrtac no tenia la intenció ni de morir lentament en el cim ni d'enfrontar-se a una proporció de forces com aquella. Només va veure una solució: per impracticable que semblés, havia de descendir pel precipici que els romans no s'havien dignat a custodiar.

## Batalla
La utilització dels recursos disponibles va ser brillant. Usant els sarments de les vinyes, que tant abundaven, els esclaus van construir llargues i sòlides escales, per les quals havien de descendir fins a la vall. Emparats per la foscor de la nit, amb el màxim silenci, van descendir un darrere l'altre, van baixar fins al peu de la muntanya. L'últim d'ells va llançar les armes i després va descendir unint-se als seus companys.
Però el exgladiador no es va resignar a acabar la seva aventura amb una simple fugida com aquella, que considerava deshonrosa, i volia fer pagar al pretor els sofriments que ell i els seus havien experimentat. Per tant, el seu petit exèrcit va envoltar la muntanya pel vessant sud en un ràpid avanç, guiat per pastors de la Campània, experts coneixedors de totes les senderes de la regió, i sense sortir dels límits del bosc. Realitzar aquest moviment li va portar més d'una hora.
La petita força dirigida per Espàrtac es va aproximar amb silenci i va caure sobre el campament dels romans, enxampant-los desprevinguts i des de l'adreça que menys s'esperaven. Es va produir una matança terrible, el campament va ser saquejat i els supervivents es van donar a la fugida. Espartàc va matar amb la seva pròpia mà el cavall de Glabre, i aquest, protegit pels seus centurions, amb prou feines va aconseguir escapar.

## Comentaris
Aquest és un cas clar en què es menysprea a l'enemic i no es valora el terreny en funció de la distància, la facilitat o la dificultat de desplaçament, les seves dimensions i la seva seguretat.
Glabre ni tan sols havia pres la precaució de protegir el campament amb suficients guàrdies nocturnes, quan les normatives indiquen que davant la proximitat de l'enemic, un campament ha d'estar envoltat, almenys, per un vallum elevat sobre el terreny i circumdat per un fossat.